# Sông Ngã Bảy

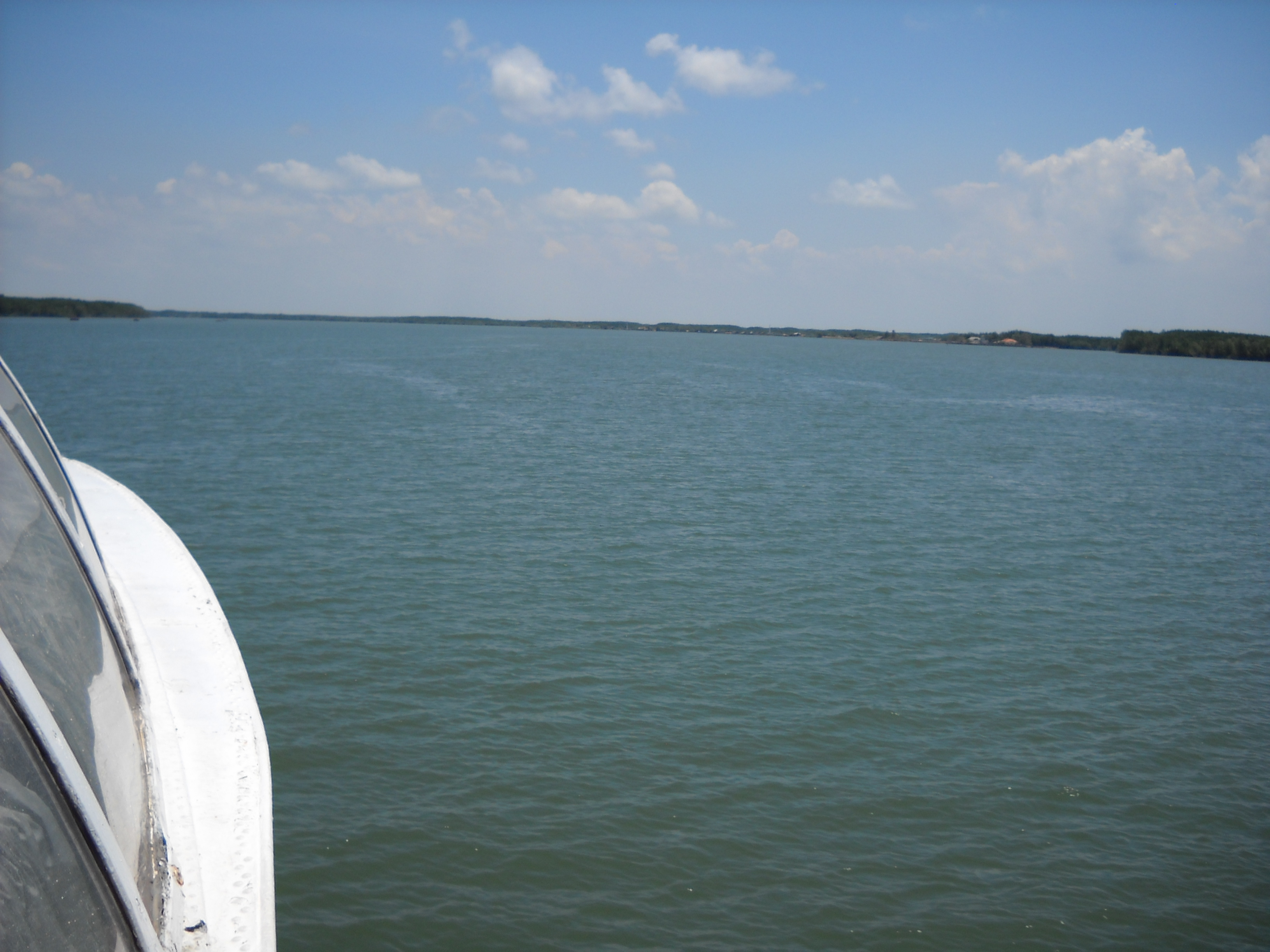
Sông Ngã Bảy

Sông Ngã Bảy là một con sông ngắn tại huyện Cần Giờ, Thành phố Hồ Chí Minh, Việt Nam.
Đây đúng ra là hạ lưu khúc cuối cùng của sông Lòng Tàu trước khi đổ vào Vịnh Gành Rái

## Mô tả
Sông có chiều dài khoảng 15 km, lòng sông rộng, được bắt nguồn từ đoạn hợp lưu sông Lòng Tàu và sông Dừa từ hướng đông bắc đổ tới. Tại đây sông chảy thêm một đoạn khoảng 2 km nữa thì tiếp tục nhận nước từ sông Đồng Tranh từ hướng bắc đổ vào. Chảy thêm khoảng 4 km nữa thì sông đổi hướng nam đổ ra Biển Đông tại vịnh Gành Rái.
Trên đường ra chảy ra Biển Đông, ngoài các sông lớn như sông Lòng Tàu, sông Đồng Tranh, sông Dừa, sông còn nhận thêm nước từ các con sông nhỏ khác từ hai bên đổ vào nên có tên gọi là sông Ngã Bảy (tức có bảy nhánh sông đổ vào).
Nơi đây đã từng xảy ra trận thủy chiến nổi tiếng, đó là trận Thất Kỳ Giang xảy ra vào năm Nhâm Dần (1782), giữa quân Tây Sơn và quân Chúa Nguyễn.

## Trận Thất Kỳ Giang
Bài chính: Trận Thất Kỳ Giang
Lược kể:
Tháng ba năm Nhâm Dần (1782), hai thủ lĩnh của quân Tây Sơn là Nguyễn Nhạc và Nguyễn Huệ đưa đại quân thủy bộ (trong đó thủy binh là lực lượng nồng cốt) vào Nam quyết đánh gục toàn bộ lực lượng của Chúa Nguyễn.
Tại Cần Giờ, thủy binh của Chúa Nguyễn Phúc Ánh do tướng Tống Phúc Thiêm (hay Tống Phước Thiêm) chỉ huy, có khoảng 400 chiến thuyền (chưa kể 5 tàu chiến của phương Tây do Manuel [Mạn Hòe] cầm đầu) , chuẩn bị thế trận sẵn ở khu vực sông Ngã Bảy (Thất Kỳ Giang) với hi vọng chặn đứng được thủy quân Tây Sơn. Ngoài ra, Chúa Nguyễn còn sắp sẵn một đội chiến thuyền khác do đích thân ông chỉ huy, có thể đến ứng cứu cho Tống Phúc Thiêm bất cứ lúc nào.
Sau đó, một trận đánh quyết liệt đã xảy ra tại sông Ngã Bảy ở Cần Giờ. Trận này do đích thân Nguyễn Huệ chỉ huy. Nhân lúc thuận chiều gió, Nguyễn Huệ đã cho dùng hỏa công, khiến cho thủy quân Tống Phúc Thiêm hoàn toàn bị bất ngờ về cách đánh, đội ngũ rối loạn, chẳng mấy chốc đã bị đại bại. Chúa Nguyễn Phúc Ánh tới cứu cũng không sao có thể xoay chuyển được tình thế, đành phải dẫn tàn binh của mình và của Tống Phúc Thiêm tháo chạy về Gia Định. Tàu chiến của Manuel bị vây chặt và sau đó bị thiêu trụi, Manuel chịu chết cháy....